# Time, Love & Tenderness
Time, Love & Tenderness é o sétimo álbum de estúdio do músico, cantor e compositor estadunidense Michael Bolton, lançado em 1991.. A canção "When a Man Loves a Woman" ganhou o Grammy na categoria Melhor performance vocal pop masculino.
A canção "When a Man Loves a Woman" foi incluída na trilha sonora internacional da novela "Felicidade", escrita por Manoel Carlos e exibida pela TV Globo entre 1991/1992. Na trama a canção foi tema do personagem "Álvaro", interpretado por Tony Ramos.

## Faixas
1. "Love is a Wonderful Thing"  (Michael Bolton, Andrew Goldmark) 4:43
2. "Time, Love and Tenderness"   (Diane Warren) 5:31
3. "Missing You Now" (com Kenny G) (Walter Afanasieff, Warren, Bolton) 4:33
4. "Forever Isn't Long Enough"   (Bolton, Desmond Child, Warren) 4:32
5. "Now That I Found You"  (Bolton, Warren) 4:32
6. "When a Man Loves a Woman"  (Calvin Lewis, Andrew Wright) 3:52
7. "We're Not Makin' Love Anymore"  (Bolton, Warren) 4:41
8. "New Love"   (Bolton, Child, Warren) 4:32
9. "Save Me"  (Bolton, Child, Warren) 4:21
10. "Steel Bars"   (Bolton, Bob Dylan) 3:28

## Desempenho nas paradas

### Álbum
| Paradas (1991) | Melhor posição |
| -------------- | -------------- |
| Billboard 200  | 1              |

### Singles
| Ano  | Single                      | Parada             | Posição |
| ---- | --------------------------- | ------------------ | ------- |
| 1991 | "Love is a Wonderful Thing" | Billboard Hot 100  | 4       |
| 1991 | "Time, Love and Tenderness" | Billboard Hot 100  | 7       |
| 1991 | "When a Man Loves a Woman"  | Billboard Hot 100  | 1       |
| 1992 | "Missing You Now"           | Adult Contemporary | 1       |
| 1992 | "Missing You Now"           | Billboard Hot 100  | 12      |
| 1992 | "Steel Bars"                | Adult Contemporary | 7       |